# 中滑川站
中滑川站（日语：／ Naka-namerikawa eki */?）是隸屬於富山地方鐵道的鐵路車站，座落於富山縣滑川市，車站編號為T17。是其中一個區間車總站，平日上午提供4班前往電鐵富山站、及3班由電鐵富山站開至本站的區間車；另外本站亦停靠所有等級的列車，是富山地方鐵道其中一個重要車站。平日7:00-20:00有站員當值及負責車票發售事宜。

## 車站結構

### 站房
現時使用中的站房為2014年重建，是一座樓高兩層、用木搭建而成的站房，為第4代站舍，第3代站舍乃與日本農業協同組合（JA）旗下富山縣「JA阿爾卑斯」（JAアルプス）的商店一同併設，2007年JA阿爾卑斯進行大規模重組店舖下，原有商店關閉，再加上附近其餘的商店也陸續遷走，後來整個建築群都一併拆卸，富山地方鐵道亦將原來為海岸線預留的備用側式月台（舊3號月台）拆去，再於原地興建新的站房。
新站房容許乘客在東面（正門）或西面（即原3號月台位置）進入站房，通過設有站員室及簡易接觸式IC卡讀卡器的開放式閘口後，再橫過下行的路軌後便到達了島式月台。
和其他車站月台不同，的列車皆採用右側路軌進入月台，因此行車方向是相反的。

### 月台配置
現時設有島式月台1座，過往曾在站房一邊另建有側式月台1座（即原3號月台），2013年隨舊站房、路軌及相饴的轉轍器一併拆去。而位於月台中央，原來連接月台及舊站房的地下隧道亦已被拆去及填平，原來的候車室則進行了翻新，並在月台末端（向字奈月溫泉方向）加設了無障礙斜道。
| 月台編號       | 路線  | 方向 | 目的地                         | 備註                                                                   |
| -------------- | ----- | ---- | ------------------------------ | ---------------------------------------------------------------------- |
| 1 （遠離站房） | ■本線 | 上行 | 電鐵富山方向                   | 逢4月15日至11月30日，每天早上一班特急列車會於寺田站改經■立山線往立山站 |
| 1 （遠離站房） | ■本線 | 下行 | 宇奈月溫泉方向                 | 所有特急列車停靠                                                       |
| 2 （靠近站房） | ■本線 | 下行 | 電鐵黑部、舌山、宇奈月溫泉方向 | 普通列車                                                               |

## 歷史
- 1914年2月18日：立山輕便鐵道中滑川站開業[2]。
- 1921年3月19日：改稱為「曬屋站」（晒屋駅）[3][4]。
- 1931年：

- 3月20日：富山電氣鐵道與立山鐵道（原：立山輕便鐵路）合併。
- 11月6日：水橋口站 - 滑川站改道，車站遷移至現地，改稱「本滑川站」。
- 1932年3月22日：站名由「本滑川站」改回為「中滑川站」。

- 1943年1月1日：富山縣內所有鐵道會社合併於富山電氣鐵道下，改名為「富山地方鐵道」。
- 1950年4月20日：站房改建[5]。
- 1954年4月1日：富山地方鐵道入紙申請由電鐵富山站 - 本站（途經奧田、東岩瀨）的「海岸線」，全長17.2公里[5]。
- 1967年10月1日：貨物列車及提取服務取消。
- 1969年7月31日：與「滑川農協會館」併設、兩層高的新站房啟用，面積共1,155㎡。同時月台進行加長及加建工程（包括為將來海岸線使用的月台及連續與本線月台之間的地下通道）。
- 1973年6月19日：富山地方鐵道入紙申請海岸線停工和廢線申請[5]。
- 2013年8月1日：因站房建築老化，決定拆卸重建。
- 2014年3月28日：現站房正式使用。
- 2019年3月16日：增設車站編號[6]。

## 利用人數
| 乘車人員推算 | 乘車人員推算    | 乘車人員推算 |
| 年度         | 1日平均上落人數 |              |
| ------------ | --------------- | ------------ |
| 2005年       | 753             |              |
| 2006年       | 760             |              |
| 2007年       | 757             |              |
| 2008年       | 751             |              |
| 2009年       | 742             |              |
| 2010年       | 741             |              |
| 2011年       | 751             |              |
| 2012年       | 760             |              |
| 2013年       | 732             |              |
| 2014年       | 738             |              |
| 2015年       | 770             |              |
| 2016年       | 775             |              |
| 2017年       | 796             |              |

## 相鄰車站
富山地方鐵道
■本線
特急「宇奈月」、「阿爾卑斯」
上市（T12）－中滑川（T17）－電鐵魚津（T23）
急行、普通
西滑川（T16）－中滑川（T17）－滑川（T18）

## 外部連結
- 富山地方鐵道中滑川站公式網頁。（页面存档备份，存于）（日語）